# Richard Brydges Beechey
Pour les articles homonymes, voir Brydges et Beechey.
Richard Brydges Beechey (17 mai 1808 - 14 mars 1895) est un peintre et amiral irlandais de la Royal Navy.
Il est l'un des dix-huit enfants de Sir William Beechey (1753–1839) et d'Ann Phyllis Jessop. Il est le frère de Frederick William Beechey.

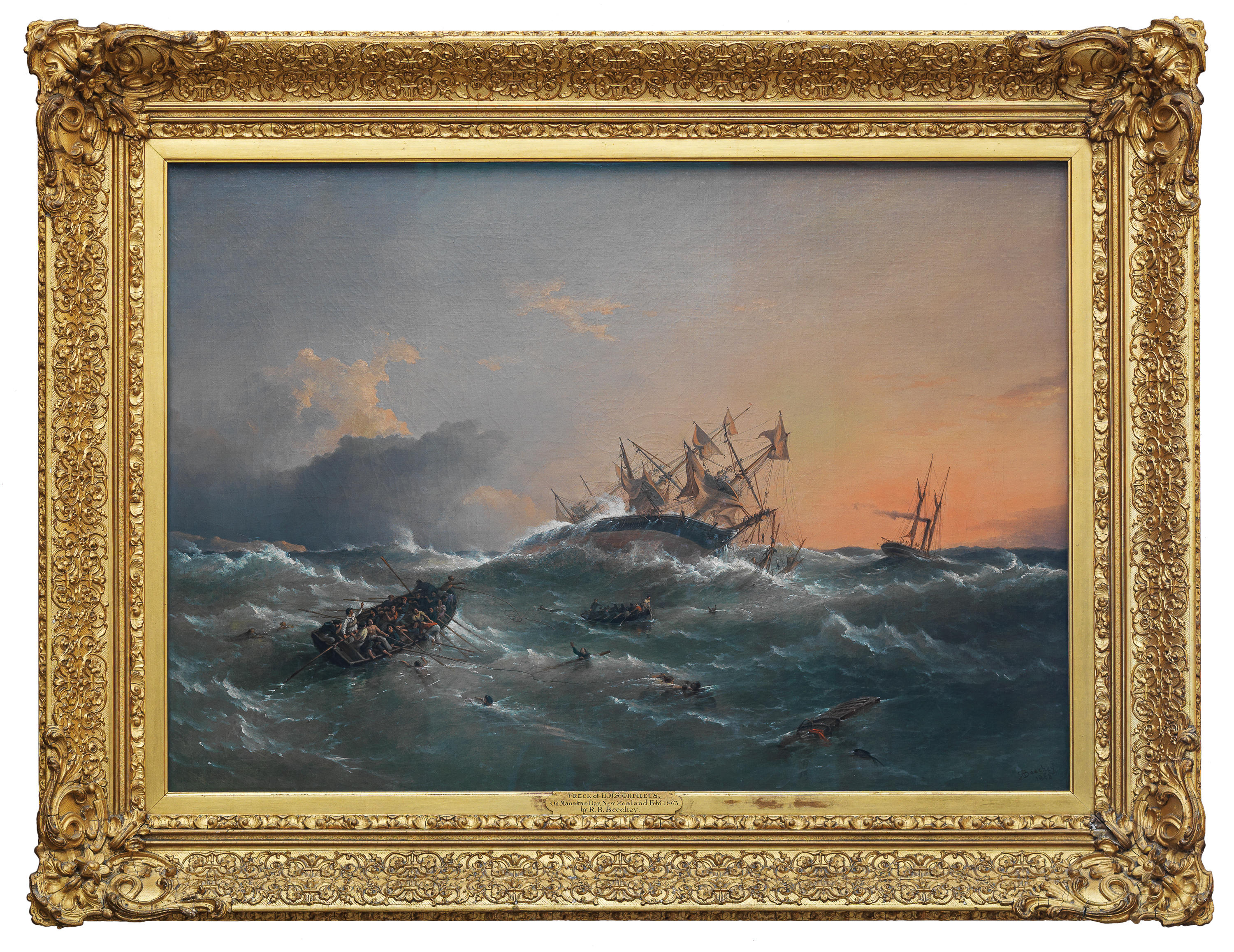
HMS Orpheus, 1863.